# ABC-bok

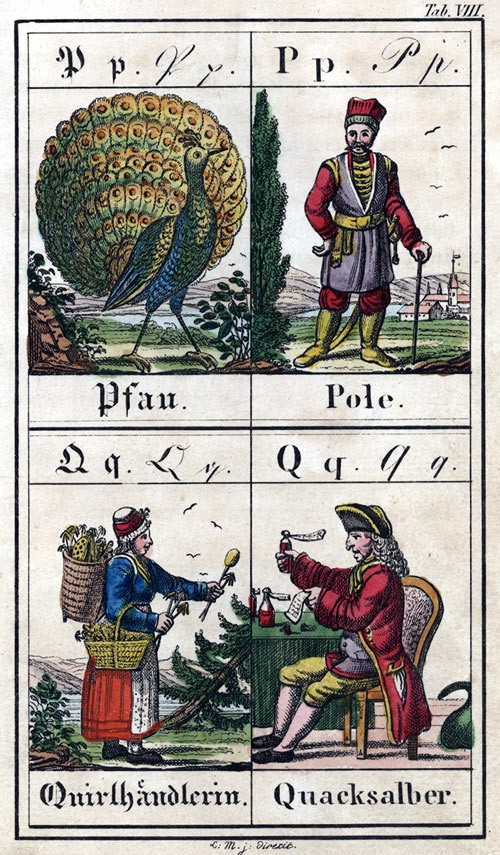
Ur en tysk ABC-bok från 1800-talet

En ABC-bok är en lärobok i läsning. En ABC-bok har oftast en sida eller ett uppslag med en text för varje bokstav i alfabetet. Texten brukar kompletteras med illustrationer. Text och bild i samverkan bidrar till att barnet lär sig alfabetet på ett lekfullt sätt.
ABC-böcker lämpar sig ofta mycket bra för högläsning även för barn i förskoleåldern. Författaren Lennart Hellsings ABC-böcker med rimmade verser till varje bokstav har roat flera generationer av svenska barn.
I Sverige var ABC-boken vanlig från 1600-talet fram till 1900-talets första hälft.